# Miracle Mirror
Miracle Mirror je třetí studiové album nizozemské rockové skupiny Golden Earrings, vydané v roce 1968 společností Polydor Records. Jedná se o první album se zpěvákem Barrym Hayem. Album produkoval manažer kapely Fred Haayen.

## Seznam skladeb
Všechny skladby napsali Rinus Gerritsen a George Kooymans.
| Strana 1 | Strana 1                       | Strana 1 |
| Pořadí   | Název                          | Délka    |
| -------- | ------------------------------ | -------- |
| 1.       | The Truth About Arthur         | 2:54     |
| 2.       | Circus Will Be in Town in Time | 3:25     |
| 3.       | Crystal Heaven                 | 3:50     |
| 4.       | Sam and Sue                    | 1:41     |
| 5.       | I've Just Lost Somebody        | 3:05     |
| 6.       | Mr. Fortun's Wife              | 3:15     |

| Strana 2 | Strana 2                              | Strana 2 |
| Pořadí   | Název                                 | Délka    |
| -------- | ------------------------------------- | -------- |
| 7.       | Who Cares?                            | 3:44     |
| 8.       | Born a Second Time                    | 2:38     |
| 9.       | Magnificent Magistral                 | 2:43     |
| 10.      | Must I Cry?                           | 2:16     |
| 11.      | Nothing Can Change This World of Mine | 3:22     |
| 12.      | Gipsy Rhapsody                        | 3:19     |

| Bonusy na reedici (CD, 2009) | Bonusy na reedici (CD, 2009)           | Bonusy na reedici (CD, 2009) |
| Pořadí                       | Název                                  | Délka                        |
| ---------------------------- | -------------------------------------- | ---------------------------- |
| 13.                          | Sound of the Screaming Day             |                              |
| 14.                          | She Won’t Come to Me                   |                              |
| 15.                          | Together We Live, Together We Love     |                              |
| 16.                          | I Wonder                               |                              |
| 17.                          | Dong-Dong-Di-Ki-Di-Gi-Dong             |                              |
| 18.                          | Wake Up Breakfast                      |                              |
| 19.                          | Just a Little Bit of Peace in My Heart |                              |
| 20.                          | Remember My Friend                     |                              |

## Sestava
- Jaap Eggermont – bicí
- Rinus Gerritsen – baskytara, klávesy
- Barry Hay – kytara, flétna, zpěv
- George Kooymans – kytara, zpěv